# Air Force Island
Air Force Island ist eine 1.612 km² große unbewohnte Insel im Foxe Basin, die der Südwestküste der wesentlich größeren Baffininsel vorgelagert ist. Sie gehört zum Territorium Nunavut, Kanada.

## Geografie
Die annähernd einem liegenden Oval ähnelnde Insel ist rund 62 km breit, 20 km lang und hat einen Umfang von 201 km. An ihrer Nordküste ragt als Anhängsel die Fee Peninsula heraus. Zur Landfläche sind unterschiedliche Angaben veröffentlicht: 1510 km² bis 1720 km². Die 11 km breite Cockram Strait trennt Air Force Island von dem westlich gelegenen, größeren Prince Charles Island.
Die Insel ist sehr flach, mit einer maximalen Höhe von 91 Metern. In der ungefähren Inselmitte gibt es einige größere, verstreut liegende Seen und Teiche.

## Klima
Das Klima von Air Force Island und den benachbarten Inseln wird stark beeinflusst vom Wasser des Foxe Basin, das die meiste Zeit des Jahres eisbedeckt ist. Nur von Ende August bis September sind die Gewässer um die Insel eingeschränkt schiffbar. Temperaturen oberhalb des Gefrierpunktes gibt es nur im Juni, Juli und der ersten Augusthälfte, es wird jedoch kaum wärmer als 9 °C. Erst in der zweiten Hälfte des Juli schmilzt der Schnee.

## Flora und Fauna
Die Landschaft ist geprägt von Salzmarschen und niedriger Tundra-Vegetation, es wachsen hauptsächlich Seggen und andere Gräser, Moose und Flechten.
Eine Expedition des Canadian Wildlife Service in den Jahren 1996 und 1997 zeigte, dass die Insel ein bedeutendes Rückzugs- und Brutgebiet für zahlreiche arktische Vogelarten ist. Es wurden 42 verschiedene Arten festgestellt, von denen 25 auf Air Force Island brüten. Ausgedehnte Brutgebiete, die zu den bedeutendsten in der kanadischen Arktis gehören, gibt es insbesondere für das Thorshühnchen (Phalaropus fulicaria) und den Weißbürzel-Strandläufer (Calidris fuscicollis). Deshalb wird Air Force Island gemeinsam mit Prince Charles Island und Foley Island von BirdLife International als Important Bird Area (NU011) ausgewiesen.
An Säugetieren kommen vor: Eisbären (Ursus maritimus), Polarfüchse (Alopex lagopus) und Lemminge (Dicrostonyx torquatus). Karibuherden wandern von den umliegenden Inseln, insbesondere von der Baffininsel, ein.

## Geschichte
Höchstwahrscheinlich kannten die Inuit von Iglulik und Sanirajak Air Force Island bereits in historischer Zeit, sie machten sich jedoch noch nicht einmal die Mühe, einen Namen für die Insel zu finden, denn sie war für die Jagd offensichtlich nur von geringer Bedeutung.
Im Anschluss an die im Zweiten Weltkrieg aus militärischen Gründen begonnenen Erkundungs- und Messflüge beschloss das kanadische Militär ab 1946 unter dem Namen „Operation Polaris“ weite Bereiche der kanadischen Arktis zu kartieren. Die Flüge konnten nur in der kurzen Sommersaison stattfinden. Für die Senkrecht-Luftaufnahmen nutzte man vorwiegend Bomber vom Typ Avro Lancaster, die so aufgerüstet wurden, dass sie 22 Stunden in der Luft bleiben konnten. Im Juli 1948 überflog eine Lancaster der 408 Squadron von Frobisher Bay das Foxe Basin und entdeckte dabei drei unbekannte Inseln, die auf den bisherigen Karten nicht verzeichnet waren. Eine davon taufte man Air Force Island in Erinnerung an die herausragende Rolle, die die Royal Canadian Air Force bei der Erkundung und Erschließung der kanadischen Arktis spielte.